# قهرمانی رالی‌کراس جهان ۲۰۲۴
مسابقات قهرمانی رالی کراس جهانی فیا ۲۰۲۴ یازدهمین فصل از مسابقات قهرمانی رالی کراس جهانی است که توسط فدراسیون بین‌المللی اتومبیل‌رانی (فیا) به عنوان بالاترین کلاس رالی کراس بین‌المللی شناخته شده و برگزار می‌شود.
یوهان کریستوفرسون برای پنجمین سال متوالی قهرمان رانندگان شد که تعداد قهرمانی او را در مجموع یه عدد هفت می‌رساند. تیم کریستوفرسن موتوراسپرت نیز قهرمانی تیمی را به دست آورد.

## تقویم
در ۲۸ فوریه ۲۰۲۴، تقویم فصل ۲۰۲۴ مسابقات اعلام شد. این تقویم شامل اولین دور رالی کراس جهانی در مکانی اعلام نشده در استرالیا بود. همچنین اعلام شد که مذاکرات در حال انجام است تا یک مسابقه اضافی در آسیا برگزار شود. در ۱۲ جولای ۲۰۲۴، اعلام شد که فصل برنامه‌ریزی شده نزدیکتر در استرالیا ادامه نخواهد داشت. در عوض اعلام شد که فینال فصل یک رویداد در کشور چین در ۱۹ و ۲۰ اکتبر ۲۰۲۴ خواهد بود. در ۷ اکتبر ۲۰۲۴ اعلام شد که دور پایانی فصل برنامه‌ریزی شده در چین نیز انجام نخواهد شد و در عوض فینال در ترکیه، در پارک استانبول در ۹ و ۱۰ نوامبر ۲۰۲۴ جایگزین خواهد شد.
| راند | رویداد   | تاریخ         | مکان                                      | برنده               | تیم برنده                          | گزارش  |
| ---- | -------- | ------------- | ----------------------------------------- | ------------------- | ---------------------------------- | ------ |
| ۱    | سوئد     | 6–7 July      | Höljesbanan, Höljes                       | یوهان کریستوفرسن    | کریستوفرسن موتوراسپرت              | Report |
| ۲    | سوئد     | 6–7 July      | Höljesbanan, Höljes                       | یوهان کریستوفرسن    | کریستوفرسن موتوراسپرت              | Report |
| ۳    | مجارستان | 27–28 July    | Nyirád Racing Center, نییراد              | نیکلاس گرونولم      | Construction Equipment Dealer Team |        |
| ۴    | مجارستان | 27–28 July    | Nyirád Racing Center, نییراد              | یوهان کریستوفرسن    | کریستوفرسن موتوراسپرت              |        |
| ۵    | بلژیک    | 17–18 August  | Circuit Jules Tacheny Mettet, مته         | تیمی هنسن           | تیم رالی‌کراس جهانی هنسن            | Report |
| ۶    | بلژیک    | 17–18 August  | Circuit Jules Tacheny Mettet, مته         | یوهان کریستوفرسن    | کریستوفرسن موتوراسپرت              | Report |
| ۷    | پرتغال   | 7–8 September | Pista Automóvel de Montalegre, Montalegre | یوهان کریستوفرسن    | کریستوفرسن موتوراسپرت              | Report |
| ۸    | پرتغال   | 7–8 September | Pista Automóvel de Montalegre, Montalegre | کوین هنسن           | تیم رالی‌کراس جهانی هنسن            | Report |
| ۹    | ترکیه    | 9–10 November | Istanbul Park, استانبول                   | Ole Christian Veiby | کریستوفرسن موتوراسپرت              | Report |
| ۱۰   | ترکیه    | 9–10 November | Istanbul Park, استانبول                   | Juha Rytkönen       | PGRX                               | Report |

## جدول رده‌بندی قهرمانی
امتیازات بر اساس رده پایانی در هر مسابقه اولیه، نیمه نهایی و نهایی به دست می‌آید. نحوه امتیاز دهی به شرح زیر است:
| رده                 | ۱  | ۲ | ۳ | ۴ | ۵ | ۶ |
| ------------------- | -- | - | - | - | - | - |
| امتیاز مسابقه هیت   | ۵  | ۴ | ۳ | ۲ | ۱ | ۰ |
| امتیاز مسابقه نهایی | ۱۰ | ۸ | ۶ | ۴ | ۲ | ۱ |

### جدول قهرمانی رانندگان رالی‌کراس جهانی
| رده. | راننده              | سوئد | سوئد | مجارستان | مجارستان | بلژیک | بلژیک | پرتغال | پرتغال | ترکیه | ترکیه | امتیازات |
| ---- | ------------------- | ---- | ---- | -------- | -------- | ----- | ----- | ------ | ------ | ----- | ----- | -------- |
| ۱    | یوهان کریستوفرسن    | ۱    | ۱    | ۵        | ۱        | ۴     | ۱     | ۱      | ۲      | ۶     | ۲     | ۲۴۰      |
| ۲    | کوین هنسن           | ۶    | ۴    | ۶        | ۵        | ۳     | ۲     | ۳      | ۱      | ۳     | ۴     | ۱۹۷      |
| ۳    | Ole Christian Veiby | ۵    | ۳    | ۲        | ۲        | ۲     | ۳     | ۴      | ۵      | ۱     | ۶     | ۱۹۰      |
| ۴    | تیمی هنسن           | ۴    | ۶    | ۴        | ۴        | ۱     | ۵     | ۶      | ۳      | ۴     | ۳     | ۱۸۱      |
| ۵    | نیکلاس گرونولم      | ۷    | ۲    | ۱        | ۹        | ۷     | ۴     | ۲      | ۶      | ۲     | ۵     | ۱۷۷      |
| ۶    | کلارا اندرسون       | ۲    | ۸    | ۹        | ۳        | ۵     | ۶     | ۸      | ۴      | ۷     | ۸     | ۱۴۵      |
| ۷    | رنه مونک            | ۱۰   | ۱۰   | ۷        | ۶        | ۶     | ۷     | ۵      | ۷      |       |       | ۷۶       |
| ۸    | آنتونی پلفن         | ۸    | ۷    | ۸        | ۸        | ۸     | ۸     | ۷      | ۸      |       |       | ۷۱       |
| ۹    | جوها رایتکونن       |      |      |          |          |       |       |        |        | ۸     | ۱     | ۳۶       |
| ۱۰   | گوستاو برگستروم     | ۳    | ۵    |          |          |       |       |        |        |       |       | ۳۳       |
| ۱۱   | یانکو ویزت          |      |      | ۳        | ۷        |       |       |        |        |       |       | ۲۸       |
| ۱۲   | پاتریک اودونوان     |      |      |          |          |       |       |        |        | ۵     | ۷     | ۲۷       |
| ۱۳   | استیون بوسارد       |      |      |          |          |       |       |        |        | ۹     | ۹     | ۱۶       |
| ۱۴   | سوندره اوجن         | ۹    | ۹    |          |          |       |       |        |        |       |       | ۱۵       |
| رده. | راننده              | سوئد | سوئد | مجارستان | مجارستان | بلژیک | بلژیک | پرتغال | پرتغال | ترکیه | ترکیه | امتیازات |

| رنگ    | نتیجه                           |
| ------ | ------------------------------- |
| طلایی  | برنده                           |
| نقره‌ای | جایگاه دوم                      |
| برنزی  | جایگاه سوم                      |
| سبز    | پایان امتیازی                   |
| آبی    | پایان بدون امتیاز               |
| آبی    | پایان رده‌بندی نشده (ر.ن.)       |
| بنفش   | بازنشست (ب.)                    |
| قرمز   | عدم احراز صلاحیت (ع.ص.)         |
| قرمز   | عدم احراز صلاحیت اولیه (ع.ص.ا.) |
| سیاه   | رد صلاحیت شده (ر.ص.)            |
| سفید   | عدم شروع (ع.ش.)                 |
| سفید   | کنار کشیده (ک.ک.)               |
| سفید   | لغو مسابقه (ل.)                 |
| خالی   | شرکت نکرده (ش.ن.)               |
| خالی   | محروم شده (م.)                  |

یادداشت:
1. ↑  یوهان کریستوفرسون به دلیل دریافت سه پنالتی در طول فصل ۵ امتیاز قهرمانی جریمه شد.